# 伝説兄妹!
『伝説兄妹!』（でんせつきょうだい）は、おかもと（仮）による日本のライトノベル。イラストはYAZAが担当。このライトノベルがすごい!文庫（宝島社）より2010年9月から2011年3月まで刊行された。第1回『このライトノベルがすごい!』大賞大賞受賞作（受賞時のタイトルは「伝説兄妹」）。

## あらすじ
第一巻
大学生の柏木 絆はあまりにものダメダメっぷりに友人達に見放されてしまい、アパートの大家にも二ヵ月後にまでお金を用意しなければここから追い出すと宣告されてしまう。
そんなある日、柏木は山の遺跡の中で一人の女児と出会う……。
第二巻 小樽恋情編
季節は夏。講義にバイトに失敗続きのダメ大学生、柏木 絆は大塚と明津と共に、人生一発逆転かけて女子に告白、ことごとく玉砕する。
そんな時、柏木は伝説のナンパ師と出会う……。
第三巻 妹湯けむり編
季節は秋。大塚が失踪した。「ついに私は、己が死に場所を見つけたり」という手紙を残して……。手紙にあった「竜首村」という地名を手がかりに、柏木達は大塚をさがしに向かう。
やがて辿り着いたそこは美幼女だらけの温泉村だった……。

## 登場人物

### 主要人物
柏木 絆（かしわぎ きずな）
本作の主人公。いろいろとダメな小樽商科大学二年生。好きな食べ物は牛トロ丼。
いつもノートに詩を書いているがその文章はとても悲惨なもので、潔癖症の透を気絶させるほどである。
柏木 デシ子（かしわぎ でしこ）
柏木が遺跡で出会った、記憶を持たない女児。「デシ子」と名づけられる。ひょんな事から柏木といっしょに暮らすようになる。
謎の詩才がある。
大塚 統也（おおつか とうや）
柏木と同じ小樽商科大学二年生。なんだかんだで柏木とは付き合いはいい。柏木曰くメガネ野郎。
小さな動物と女の子が好きで、尻をなで回したり写真にとったりしている（ロリコン）。明津といっしょに小説家のプロをめざしている。
明津 恭二（あくつ きょうじ）
柏木と同じ小樽商科大学二年生。なんだかんだで柏木とは付き合いはいい。柏木曰く髭野郎。
相手の事を「ユー」と呼んだ変わった話方をする。大塚といっしょに小説家のプロをめざしている。
池野中 潮（いけのなか うしお）
柏木と同じ小樽商科大学二年生。なんだかんだで柏木とは付き合いはいい。柏木曰く、曰く付きの悪霊野郎で逸話をあげればきりがないほど妙な話が付きまとう男。

### 小樽の住人
大家さん
柏木の住むアパートの大家。冷酷だが、家賃を待ってくれたりと慈悲深い所もある。
草山田（くさやまだ）
大家さんが管理している別のアパートの住人。長身でがっしりとした体格、寝癖でぼさぼさの髪をしている。
神田川（かんだがわ）
大家さんが管理している別のアパートの住人。長身でがっしりとした体格で、毛が濃く胸毛が襟元からはみ出している。

### その他の登場人物
透（とおる）
一巻に登場。謎の美女。コトノハメブキオオミカミという名の、旧い神を探している。極度の潔癖症。とある一族の末裔。
ラジュ
二巻に登場。マユリの相方で大男。「最近すすきのにあらわれた伝説のナンパ師」と噂されている。
「ラジュ」とは王様の意。
マユリ
二巻に登場。ラジュの相方。グラマー風のマッドサイエンティスト。
「マユリ」とはメスの孔雀の意。
大田原 権蔵（おおたわら けんぞう）
三巻に登場。竜首村の現村長。白い歯がキラリと光る何かと暑苦しい人。
大田原 ミソラ（おおたわら ミソラ）
三巻に登場。権蔵の娘。
竜首 タツ子（たつくび タツこ）
竜首村の次期村長候補。謎の祈祷師。幼女。

## 用語
小樽商科大学（おたるしょうかだいがく）
柏木達が通う学校。緑丘祭がある。
柏木遺跡（かしわぎいせき）
柏木が発見した遺跡。柏木がそう名づけただけ。
コトノハムシ
コトノハメブキオオミカミの使い魔のような存在。
パウワー
パワーのこと。
セクシー・フェロモンX
マユリが開発した薬。これを飲むとモテモテになる。
竜首村
北海道奥地にある温泉村。

### 神様
コトノハメブキオオミカミ
一巻に登場。言葉を司る神様。
サワムスビノカミ
二巻に登場。障害を取り除く神様。
ウブスナガミ
三巻に登場。竜首村の神様であると同時に温泉の神様。

## 既刊一覧
- おかもと（仮）（著） / YAZA（イラスト） 『伝説兄妹!』 宝島社〈このライトノベルがすごい！文庫〉、全3巻
  1. 2010年9月10日発売[3]、ISBN 978-4-7966-7888-9
  2. 2010年12月10日発売[4]、ISBN 978-4-7966-8027-1
  3. 2011年3月10日発売[5]、ISBN 978-4-7966-8234-3

## オーディオブック
2015年にAudibleにて、松永歩弓の朗読で全巻がオーディオブック化されている。